# Dempster Highway
Pour les articles homonymes, voir Dempster.
La Dempster Highway est une route du Yukon (appelée alors Yukon Highway 5) et des Territoires du Nord-Ouest (appelée alors Northwest territories Highway 8) au Canada qui relie la Klondike Highway à Inuvik (Territoires du Nord-Ouest) sur la côte de la mer de Beaufort. Jusqu'en 2017, la section de 138 kilomètres allant d'Inuvik, sur le delta du fleuve Mackenzie, à Tuktoyaktuk n'était praticable que pendant les mois d'hiver en utilisant des portions gelées du fleuve comme ponts de glace. Une route permanente est toutefois complétée en novembre de cette année-là. La route permet de relier les habitants parmi les plus isolés au Canada, au sud du Canada ce qui diminue le coût des denrées importées et amène des touristes en quête d'aventure. 
Le nom "Dempster Highway" peut ne signifier que la partie yukonnaise de la route ou englober la partie située dans les Territoires du Nord-Ouest.

## Description
La route débute à environ 40 km à l'est de Dawson City (Yukon) sur la Klondike Highway et s'étend sur 737,5 km jusqu'à Tuktoyaktuk, en passant par Fort McPherson où elle traverse la rivière Peel. À noter que seuls 465 km de la route se trouvent au Yukon et portent donc la dénomination de Route 5. Une grande partie de la route suit une ancienne piste de chien de traîneau. La portion jusqu'à Inuvik est terminée en 1979. La dernière portion est complétée en 2017. Hormis six kilomètres, l'entièreté de la route est en gravier.

## Histoire
En 1958, le gouvernement canadien prend la décision historique de construire une route de 736 kilomètres (457 mi) à travers le désert de l'Arctique de Dawson City à Inuvik. L'exploration pétrolière et gazière sont en plein essor dans le delta du Mackenzie et la ville d'Inuvik est alors en construction. La route a été présentée comme le lien d'approvisionnement par voie terrestre accessible toute l'année pour faciliter l'exploration pétrolière et gazière. Le 17 août 1959, Ottawa annonce que du pétrole a été découvert dans la région de la plaine des Aigles (Eagle Plains) et, presque immédiatement, le gouvernement attribue d'importantes concessions à l'industrie pétrolière dans le but de stimuler davantage l'exploration dans la région. La construction d'une route est donc devenue nécessaire. La construction de la route a débuté à Dawson City en janvier 1959. Entre les coûts élevés de la route et les conflits entre les gouvernements fédéral et du Yukon, seuls 115 kilomètres (71 mi) ont été construits puis la construction a été arrêtée en 1961. Cette route était connue comme étant la route 11 jusqu'en 1978.
Les travaux ont été suspendus jusqu'en 1968, quand la découverte des immenses réserves de pétrole et de gaz de Prudhoe Bay, en Alaska a été faite. Cela a conduit à une concurrence accrue entre les autorités en Alaska et au Canada. Des milliards de dollars étaient en jeu, et la fortune politique était dans la balance des deux côtés de la frontière. Le gouvernement canadien craignait que les États-Unis exploitent le champ pétrolier géant sans aucune considération, consultation ni avantage pour son voisin.

## Construction de la route
La route Dempster a été officiellement ouverte le 18 août 1979, à Crique Plate (Flat Creek), au Yukon. La route a deux voies, la surface est en gravier, à partir de la route du Klondike près de Dawson City (Yukon) à Fort McPherson et Arctic Red River (Tsiigehtchic actuellement) dans les Territoires du Nord-Ouest. Les Forces canadiennes du 1er Régiment du génie de Chilliwack, en Colombie-Britannique ont construit les deux grands ponts sur les rivières Ogilvie et Eagle. La conception de la route est unique, principalement en raison des conditions physiques difficiles. La route se trouve au sommet d'un remblai d'un à deux mètres de hauteur, en gravier, pour l'isoler du pergélisol. Sans ce remblai, le pergélisol fondrait trop l'été et la route s'enfoncerait dans le sol avec le passage des véhicules.
En plus des services à Fort McPherson, Tsiigehtchic et à Inuvik, il y a un endroit avec des services commerciaux le long de la route, à Eagle Plains. Eagle Plains est un endroit de ravitaillement en combustible où se trouve un hôtel pour les voyageurs en difficulté ou quand la route est fermée à cause du mauvais temps. Jusqu'en 1979, la route était ouverte uniquement en été. Les ferries permettent de traverser la rivière Peel et le fleuve Mackenzie en été, près de Fort McPherson. En hiver, ces cours d'eau étant gelés, les véhicules les traversent sur la glace sans aucune difficulté. Au dégel, quand la glace est trop fragile, la circulation est interrompue jusqu'au dégel complet où le traversier est utilisé, aux alentours de la mi-mai. À l’embâcle, fin octobre, quand il y a trop de glace, le service est arrêté jusqu'à ce que la glace soit assez épaisse pour traverser ces cours d'eau avec les véhicules.
Au début des années 1990, Northwestel a installé un service téléphonique mobile pour améliorer la sécurité du public et permettre la communication avec la gendarmerie et les services d'entretien. L'installation de la fibre optique n'aurait pas permis de communications mobiles. Depuis lors, la route est devenue le lien terrestre pour les échanges dans la région du delta du Mackenzie.

## Extension jusqu'à Tuktoyaktuk
Après des années d'études et de délais, la construction de la section entre Inuvik et Tuktoyaktuk a débuté en 2014, sous le gouvernement de Stephen Harper, pour permettre d'aller exploiter les richesses toujours plus loin au Nord. Quatre ans de travaux furent nécessaires pour achever la route la plus au nord du continent américain qui par endroits repose sur un remblai de quatre mètres directement sur le pergélisol et isolé par une toile géotextile pour ne pas faire fondre ce dernier. Elle fut officiellement ouverte le 18 novembre 2017.
La construction a coûté 300 millions de dollars canadiens (235 millions d'euros) et passe dans une région constellée de lacs et de rivières. Les travaux ont dû être réalisés pendant les sept ou huit mois d'hiver par un peu plus de 600 travailleurs afin de ne pas s'embourber dans le pergélisol. La température lors des travaux oscillait entre −15 et −57 °C et le travail s'effectuait 24 heures par jour. L'extension compte huit ponts et est entretenue en permanence par trente à quarante employés.